# Класифікація секретної інформації у США

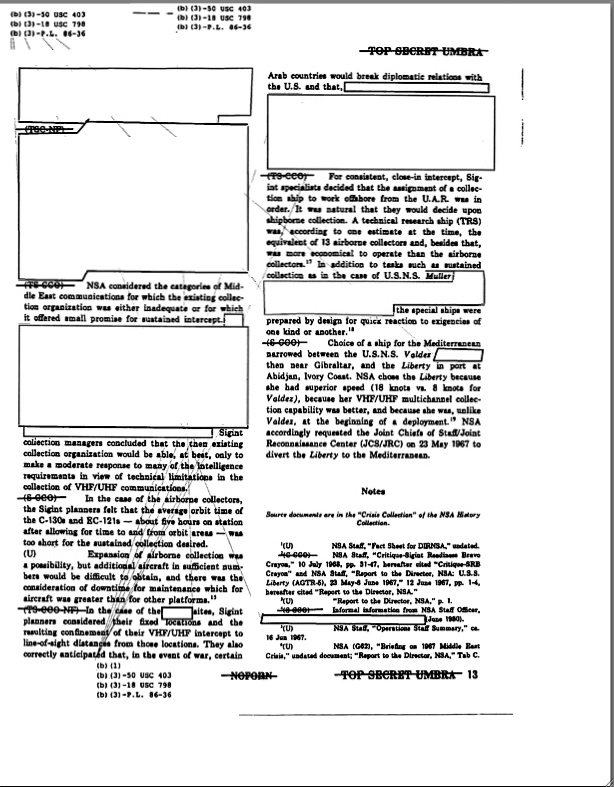
Приклад секретного документа уряду США — стор. 13 доповіді АНБ США про інцидент з USS Liberty, що стався 8 червня 1967 року, частково розсекреченого та оприлюдненого в липні 2003 року. Рівень секретності — «цілком таємно», позначений кодовим словом UMBRA, показаним у верхній та нижній частині сторінки. Крім того, документ містить і фрагменти несекретной інформації

Система класифікації секретної інформації, що діє в США останнім часом, запроваджена Указом № 13526 американського президента Барака Обами. Розпорядження, видане ним у 2009 році, замінило раніше існуючі нормативні акти у сфері засекречування інформації. Указ 13526 встановлює систему класифікації, порядок засекречування, розсекречування та обробки інформації, створеної урядом США, його співробітниками та підрядниками, а також інформації, отриманої від інших органів влади.
Для оцінки ступеня секретності інформації в США введений термін «інформаційна чутливість» (англ. Information sensitivity). «Чутливість» інформації оцінюється за ступенем шкоди, яку може нанести національній безпеці США розкриття цієї інформації. У США є три рівні секретності інформації, у міру зростання: «таємно», «цілком таємно» та «особливої важливості».
У законодавстві США немає аналога Закону про державну таємницю Великої Британії, в силу чого розголошення секретної інформації не є, взагалі кажучи, незаконним. Представники законодавчої та виконавчої гілок влади, в тому числі президенти США, нерідко організовували «виток» секретної інформації журналістам. Конгрес США неодноразово чинив опір прийняттю закону, який забороняв би в цілому розкриття секретної інформації. Замість цього в США існує «клаптева» система законів про кримінальну відповідальність лише за розголошення певних типів секретної інформації, та й то лише за певних обставин. У судових процесах, в тому числі у справах про шпигунство, були нерідкісними ситуації, коли судді приймали рішення по кожному документу — наскільки правомірно його віднести до категорії «секретних». Крім того, за законом, інформація не може бути засекречена для того, щоб покрити незаконну діяльність; інформація може бути засекречена лише в інтересах захисту національної безпеки.

## Термінологія про секретність інформації

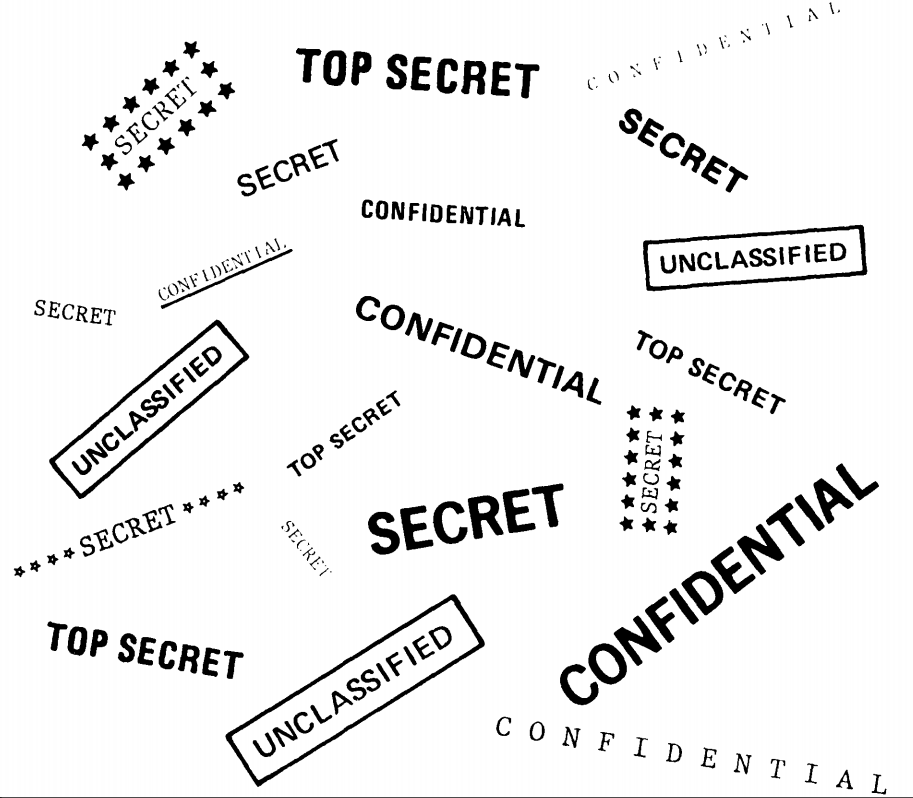
Використовувані в США класифікаційні позначки наносяться на носії інформації, залежно від ступеня секретності вмісту

Відповідно до Указу 13526, інформація є секретною, якщо вона має одну з трьох відміток: «секретно», «цілком секретно» та «особливої важливості». Інформація, яка не має таких позначок, називається «відкритою інформацією» (англ. Unclassified information). Термін «Розсекречена інформація» (англ. declassified), застосовується щодо інформації, з якої знято гриф секретності. Термін «рівень секретності знижений» (англ. downgraded) стосується інформації, яка віднесена до нижчого рівня секретності, але залишається засекреченою. Багатьом урядовим документам рівень секретності знижується автоматично, а через деякий час відбувається розсекречення. Стосовно інформації, яка не має грифу таємності, але поширення якої підлягає обмеженню, уряд США використовує також терміни:
- «чутливо, але розсекречено» (англ. Sensitive But Unclassified (SBU));
- «інформація, чутлива для безпеки» (англ. Sensitive Security Information (SSI));
- «критична програмна інформація» (англ. Critical Program Information (CPI));
- «тільки для службового користування» (англ. For Official Use Only (FOUO));
- «поширення обмежене» (англ. Limited Distribution (LIMDIS));
- «чутлива для правоохоронних органів» (англ. Law Enforcement Sensitive (LES)).

Причини обмежень на поширення інформації можуть включати в себе контроль за експортом військових технологій та технологій подвійного призначення, політику приватності, постанови суду, відкриті кримінальні розслідування, так само як і питання національної безпеки. Інформацію, яка ніколи не була засекречена, фахівці у сфері секретної інформації іноді називають «відкритим джерелом». Термін «чутлива для громадської безпеки» (англ. Public Safety Sensitive (PSS)), за аналогією з «чутливою для правоохоронних органів» стосується інформації, яка пов'язана зі службами громадської безпеки (органи правопорядку, пожежники та невідкладна медична допомога). Професор Гарвардського університету П.Гелісон вважає, що уряд США випускає більше секретної, ніж несекретної інформації.

## Рівні секретності інформації, використовувані урядом США
Уряд США засекречує інформацію залежно від ступеня шкоди, що може завдати національній безпеці несанкціоноване розголошення цієї інформації. При цьому допуск до секретної інформації певного рівня не означає, що співробітник, що має допуск, може бути ознайомлений з усіма документами цього рівня секретності. Наприклад, всі американські військові льотчики повинні мати допуск до документів рівня «секретно», але при цьому вони можуть отримати доступ лише до документів, безпосередньо пов'язаних з конкретним завданням. Існує також система додаткових рівнів допуску до секретної інформації. Наприклад, доступ до документа з позначкою «Секретно//COMINT» (S-SI) може отримати лише співробітник з допуском до документів рівня «Таємно» та вище, і має, крім того, додатковий допуск до матеріалів радіоелектронної розвідки.

### Особливої важливості
Особливої важливості (англ. Top Secret) — вищий рівень секретності, в разі розкриття ця інформація може становити загрозу національній безпеці. За експертними оцінками, в США близько 1,4 мільйона людей мають допуск до інформації рівня Top Secret.

### Цілком Таємно
Цілком Таємно (англ. Secret) — другий рівень секретності. У разі розголошення може заподіяти «серйозної шкоди» національній безпеці. Велика частина документів уряду США належить до цього рівня.

### Секретно
Секретно (англ. Confidential) — найнижчий рівень секретності урядової інформації. Завдасть «збитку» національній безпеці, якщо стане надбанням гласності.

### Відкрита інформація
«Відкрита інформація» (англ. Unclassified) не є офіційною категорією секретності, а є такою за замовчуванням. Незасекречена інформація при цьому може іноді бути обмеженою для поширення, як наприклад, інформація категорії «чутливо, але розсекречено» (англ. (SBU)), або «Тільки для службового користування» (англ. FOUO). Наприклад, бюлетені правоохоронних служб США в період, коли Міністерство національної безпеки США підвищило рівень терористичної загрози, зазвичай, класифікуються як «U//LES» (англ. "Unclassified — Law Enforcement Sensitive" — «Відкрита інформація — чутлива для правоохоронних органів»). Ця інформація повинна поширюватися лише в правоохоронних органах (шерифи, поліція і т. д.), але, оскільки вона не є секретною, іноді оприлюднюється в ЗМІ. Інформація, яка не є секретною, але щодо якої уряд вважає, що вона не підпадає під дію Закону про свободу інформації США, нерідко класифікується як U//FOUO (англ. Unclassified — For Official Use Only — «Відкрита, лише для службового користування»). На додаток до категорії FOUO, інформація може бути класифікована також залежно від її доступності для поширення (наприклад, інформація «Distribution D» може бути видана лише представникам підрядних організацій, список яких затверджений Міністерством оборони США).). Крім того, маркування NOFORN (що означає «не для іноземних громадян») застосовується до будь-якої інформації, яка не може поширюватися серед осіб, які не є громадянами США. Документи, які підпадають під дію законодавства США про контроль за експортом, також мають певне маркування.
Нарешті, рівень секретності інформації може бути підвищений при її агрегуванні. Наприклад, конкретні технічні характеристики системи зброї можуть бути класифіковані як «секретні», але документ, що відображає сукупність всіх технічних характеристик цієї системи, може мати статус «абсолютно таємно». Використання відкритої інформації з додатковими обмеженнями на розповсюдження зростає з плином часу в уряді США.

У вересні 2005 року Дж. Вільям Леонард, директор Бюро інформаційної безпеки Національного управління архівів та документації заявив у своєму інтерв'ю: 
«жодна людина в уряді не може ідентифікувати всі контрольовані та відкриті [категорії інформації], не кажучи вже про те, щоб описати всі правила [роботи з ними]»— Michael J. Sniffen,Report: Gov't Secrecy Grows, Costs More, Associated Press, September 5, 2005.

### Контрольована відкрита інформація
Один з висновків комісії 9/11 свідчив, що "уряд зберігає занадто багато таємниць. Для вирішення цієї проблеми Комісія рекомендує "замінити культуру агентств, які відчувають, що вони володіють інформацією, зібраною за рахунок платників податків, на культуру, в якій ці установи відчувають, що вони зобов'язані… повернути платникам податків їхні інвестиції, зробивши цю інформацію доступною ""
У зв'язку з тим, що урядом США використовувалося більш ніж 100 позначень для різний видів відкритої інформації, президент Д.Буш видав 9 травня 2008 року спеціальний меморандум, в якому замість термінів, що існували раніше, була введена нова єдина категорія — «контрольована відкрита інформація» (англ. Controlled Unclassified Information, CUI). Категорія CUI і її підкатегорії повинні використовуватися для ідентифікації несекретной інформації в органах виконавчої влади, на яку не поширюються положення Указу 12958 або Закону про атомну енергію (1954), але все ж потрібен контроль за її розповсюдженням. Категорія CUI повинна була замінити такі категорії, як «тільки для службового користування» (FOUO), «чутливо, але розсекречено» (SBU), «чутливо для правоохоронних органів» (LES).

Президентський меморандум також призначив Національне архівне управління як відповідального за впровадження концепції CUI у діловодство.
Меморандум від 9 травня 2008 року був скасований Указом 13556 президента Б. Обами від 4 листопада 2010 року. Керівні принципи цього указу спрямовані на створення програми класифікації як секретної, так і відкритої інформації для всіх урядових установ США.
Конгрес США також зробив кроки для вирішення цієї проблеми. Палата представників Конгресу прийняла Reducing Information Control Designations Act (HR 1323) від 17 березня 2009 року. Законопроєкт останнім часом знаходиться на розгляді в Сенаті США.

### Категорія «обмежений доступ»
У період перед Другою світовою війною та протягом війни в США діяла категорія таємності «обмежений доступ», що за рівнем нижче, ніж «таємно». Ця категорія більше не використовується в США, але збережена в ряді інших країн і в НАТО. Уряд США відносить інформацію «обмеженого доступу», яку він отримує від урядів інших країн, до категорії «таємно».

### Додаткові заходи таємності
Указ 13526, який є правовою основою для засекречування інформації в США, констатує, що «інформація може бути засекречена на одному з трьох рівнів», з вищим рівнем «особливої важливості» (див. розділ 1.2). Водночас цей указ передбачає програми особливого доступу до інформації, що вимагає додаткових заходів безпеки (п. 4.3). Законодавство США також має спеціальні положення щодо доступу до інформації, пов'язаної з криптографією (18 USC 798) і атомною енергетикою.

## Процедура засекречування документів американського уряду
При засекречуванні документів орган та особа, наділена урядом США повноваженнями визначати рівень секретності та причину засекречування документів, спочатку визначає відповідний рівень секретності, а також причину, по якій ця інформація повинна бути засекречена. Також визначається, як і коли цей документ буде розсекречено, і на документ наноситься відповідне маркування. Причини засекречування та вимоги до інформації, яка буде засекречена, описані в президентському Указі 13526 (Частина 1).
Переважна більшість секретних документів уряду створюються як «похідні засекречені». Наприклад, якщо одна сторінка інформації, взятої з секретного документа, поміщається в документ разом з 100 сторінками несекретной інформації, такий документ в цілому буде секретним. Правила засекречування (часто ігноровані) передбачають, що кожний параграф документа повинен мати маркування: U (Unclassified) — відкрита інформація, C (Confidential) — «секретно», S (Secret) — «цілком таємно», і TS (Top Secret) — «особливої важливості». Таким чином, у наведеному прикладі, лише один параграф повинен мати маркування S. Якщо цей параграф знаходиться з двох сторін аркуша, то сторінка повинна бути відзначена SECRET зверху та знизу
Огляд, підготовлений в 2008 році Управлінням директора національної розвідки, відзначає значні відмінності в підходах до політики засекречування у різних представників розвідувального співтовариства США. Зокрема, в огляді зазначено: "Визначення «національної безпеки» і що являє собою розвідка — і, таким чином, що повинно бути засекречено — незрозуміло…. Як видається, немає ні загального розуміння рівня секретності в різних довідниках із засекречування, ні послідовних вказівок щодо того, що являє собою "збиток «, „серйозна шкода“, або „виключно серйозна шкода“ національної безпеки…. Існує широке розмаїття поглядів щодо застосування рівнів секретності».
В огляді рекомендується відповідним органам чітко визначити основу для засекречування інформації, наприклад, визначити, чи є критичними фактичний зміст інформації, її джерело, метод, за допомогою якого вона була проаналізована, дата і місце її отримання. Поточна політика вимагає, щоб фахівець, який засекречуватиме інформацію, був здатен описати підстави для засекречування, але не те, що він зробив фактично.
|                                |
| Стандартні поля для маркування |

|                                        |
| Висувні ящики із секретною інформацією |

|                        |
| Документи в обкладинці |

|                          |
| Документи без обкладинки |

|                                  |
| Лист для службового ознайомлення |

|                             |
| Документ безперервної форми |

|                                       |
| Фрагмент документа безперервної форми |

|                      |
| Фотографії та слайди |

|                                    |
| Цифрові носії інформації (дискета) |

|                                      |
| Бобіни з аудіовізуальною інформацією |

|                                      |
| Касети з аудіовізуальною інформацією |

|             |
| Аудіокасети |

|             |
| Аудіобобіни |

|                                    |
| Відмітки на закордонній інформації |

### Класифікаційні категорії
Документ, що засекречується, позначається числом «1.4», а потім однією або декількома буквами (від «a» до «h», залежно від тематичного змісту):
- 1.4 (а) військові плани, системи озброєння чи військові операції;
- 1.4 (b) іноземна урядова інформація;
- 1.4 (з) розвідувальна діяльність, її джерела або методи, або криптографія;
- 1.4 (d) міжнародні відносини та зовнішньоекономічна діяльність Сполучених Штатів, в тому числі конфіденційні джерела;
- 1.4 (e) науково-технічні чи економічні питання, що стосуються національної безпеки, включає захист від міжнародного тероризму;
- 1.4 (f) програми з охорони ядерних матеріалів та об'єктів;
- 1.4 (g) уразливості систем, споруд, інфраструктури, проєктів, планів та послуг, що належать до національної безпеки, включаючи захист від міжнародного тероризму;
- 1.4 (h) зброю масового знищення.

## Обмін секретною інформацією з іншими країнами
Якщо Сполучені Штати хочуть поділитися секретною інформацією на двосторонній (або багатосторонній) основі з країною, з якою укладено угоду про обмін секретною інформацією, ця інформація маркується «REL TO USA» і трибуквених кодом країни-одержувача. Наприклад, якщо США хочуть передати секретну інформації уряду Канади, це буде документ, маркований «REL TO USA, CAN». Є також секретна інформація, передана організаціям або групам країн, як, наприклад, НАТО або UKUSA. Ці країни/організації повинні підтримувати первісний рівень секретності отриманих документів.